# Pesca subacquea professionale

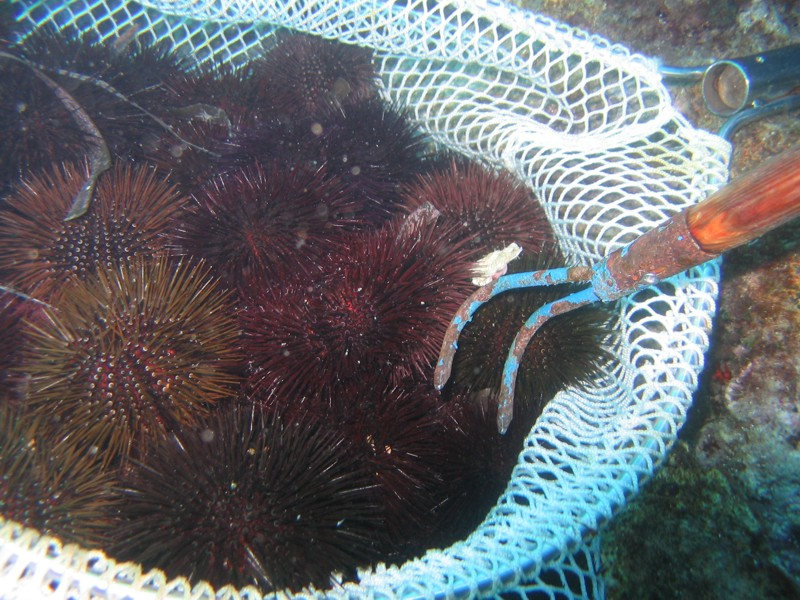
Il coppo pieno di "ricci di mare" raccolti nel mare di Alghero

La pesca subacquea professionale è una delle attività di pesca svolte per la pesca e raccolta di specie acquatiche con l'uso di appropriate tecniche e attrezzature.

## Modalità
Può essere svolta sia in apnea che con gli autorespiratori ad aria o a miscele autonomi, indossati o vincolati dalla superficie attraverso una prolunga definita narghilè.
Viene svolta prevalentemente per la raccolta dei molluschi, delle spugne e dei ricci di mare, ma anche per la pesca di pesci e crostacei con uso di relativi attrezzi quali raffi, ganci, coppi e retini. 

## Normativa

### Italia
La disciplina di riferimento per l'esercizio della pesca subacquea professionale è contenuta nel DPR 1639/1968  e nel decreto ministeriale 20 ottobre 1986 .
Le licenze sono rilasciate dalle Regioni, previa verifica dell'idoneità psico-fisica a seguito di visite mediche effettuate dai competenti SASN.
A livello locale la pesca subacquea è soggetta a limitazioni e prescrizioni in riferimento alle esigenze di tutela ambientale, secondo la disciplina generale, quella specifica in vigore nelle aree marine protette (ove la pesca subacquea è generalmente vietata, salvo eccezioni) e quella recata nelle ordinanze emanate dall'Autorità marittima per motivi legati alla sicurezza della navigazione o a situazioni di inquinamento.
È ammessa la sola pratica della pesca in apnea, ad eccezione della raccolta di molluschi e coralli.

#### Raccolta del corallo
La raccolta del corallo è oggetto di speciale disciplina, in ragione delle esigenze di tutela ambientale e delle particolari condizioni operative. Le immersioni si svolgono ad elevata profondità (a quote batimetriche che superano i 100 metri), che impongono l'impiego di miscele gassose idonee (ad esempio Trimix) e la presenza sull'imbarcazione di appoggio di camera iperbarica. Le particolari caratteristiche di tale tipologia di immersione - del tutto ravvicinabili a quelle dei sommozzatori qualificati per operare in alto fondale - espongono gli operatori ad un elevatissimo rischio di incidenti mortali .